# 宅中乡
宅中乡，是中华人民共和国福建省宁德市柘荣县下辖的一个乡镇级行政单位。

## 行政区划
宅中乡下辖以下地区：
宅中村、赤岩村、后垅村、坪坑村、坑坪村、山樟村、山竹坑村、西坪村和蔡山村。